# Дуарте Фернандіш
Дуáрте Фернáндіш (порт. Duarte Fernandes; XVI століття) — португальський дипломат, дослідник і перший європеєць, який встановив дипломатичні відносини з Таїландом, коли в 1511 році очолив дипломатичну місію в королівство Аюттая (Королівство Сіам) після завоювання португальцями Малакки.

## Біографія
Дуарте Фернандіш був за фахом кравцем. Фернандіш, народжений наприкінці XV століття, був новим християнином, термін, який застосовувався для людей мавританського чи єврейського походження, що добровільно або під тискрм навернулись у християнство.

## Експедиції в Малакку та Сіам
На початку 1500-х років Фернандіш подорожував до Малакки в рамках першої експедиції Діогу Лопіша де Секейра у вересні 1509 року.
Під час стоянки португальської флотилії в гавані Малакки, Дуарте Фернандіш, що говорив на парсі, отримав від місцевого перського корчмаря інформацію, що султан Малакки Махмуд-шах готує напад на португальську експедицію, підтверджену навіть китайськими купцями. Проте Секейра був впевнений в доброзичливості султана і не вжив жодних заходів для оборони. У результаті під час нападу малайців на португальську флотилію, Фернандіш опинився серед дев'ятнадцяти португальців, які були захоплені в полон на берегу в Малакці, тоді як кораблі, що стояли в гавані відбили напад і повернулись до Португальської Індії. Дружелюбний характер Фернандіша позбавив його долі інших змовників. Разом з Руєм де Араужо Фернандіш збирав знання про культуру регіону і перебуваючи в полоні став фактичним посланцем в Малаккці нового губернатора Португальської Індії Афонсу де Албукеркі. За два роки перебування в полоні він опанував малайську мову.
У 1511 році португальська експедиція на чолі з Афонсу де Албукеркі завоювала Малакку, що порушило традиційний баланс сил у Південно-Східній Азії. Знаючи, що Королівство Аюттая (Сіам) претендувало на землі в Малакці, Албукеркі відправив Фернандіша з дипломатичною місією до суду короля Сіаму Раматібоді II, щоб пояснити, чому Португалія вибрала Малакку, щоб показати могутність Португальської імперії та відкриті торговельні відносини між Португалією та Аюттаєю. Фернандіш був відправлений разом з двома китайськими капітанами і став першим європейцем, який прибув до Сіаму, де йому вдалося встановити дружні стосунки між Португальським королівством та Королівством Аюттая, повернувшись із сіамським посланцем з подарунками та листами до Албукеркі та король Португалії. Через п'ять років після цього першого контакту Аюттая і Португалія уклали договір, що надає португальцям дозвіл на торгівлю в королівстві.
Фернандіш став одним із перших європейців, які зацікавилися китайським суднобудуванням, оскільки він подорожував у китайському джонці на зворотному шляху до Малакки і, будучи колишнім кравцем, був зачарований джонковими вітрилами.